# Juniperus indica
Espèce
Classification phylogénétique
Statut de conservation UICN

 LC  : Préoccupation mineure
Juniperus indica est une espèce de genévrier.
Il est composé des sous-espèces :
- Juniperus indica var. caespitosa
- Juniperus indica var. indica